# Karolina Kołeczek
Karolina Kołeczek (ur. 15 stycznia 1993 w Sandomierzu) – polska lekkoatletka specjalizująca się w biegach płotkarskich.

## Kariera
Startowała na igrzyskach olimpijskich młodzieży, podczas których nie ukończyła swojego biegu eliminacyjnego. W 2011 dotarła do półfinału rozgrywanych w Tallinnie mistrzostw Europy juniorów. W 2012 roku awansowała do półfinału mistrzostw świata juniorów w Barcelonie. Młodzieżowa wicemistrzyni Europy z Tampere (2013). Półfinalistka mistrzostw Europy w Zurychu (2014). W 2015 zdobyła swoje drugie srebro młodzieżowych mistrzostw Europy.
Reprezentantka kraju w drużynowych mistrzostwach Europy.
Medalistka mistrzostw Polski seniorów ma w dorobku trzy złote (Toruń 2013, Szczecin 2014, Radom 2019), dwa srebrne (Bielsko-Biała 2012, Lublin 2018)) i jeden brązowy medal (Bydgoszcz 2011). Stawała na podium halowych mistrzostw Polski seniorów zdobywając (w biegu na 60 metrów przez płotki) trzy złote medale (Spała 2013, Toruń 2015 i Toruń 2016) i dwa srebrne (Toruń 2017, Toruń 2019). Podczas rozgrywanych w Amsterdamie (2016) mistrzostw Europy zawodniczka dotarła do półfinału biegu na 100 metrów przez płotki. Na rozgrywanych w Berlinie (2018) mistrzostwach Europy zawodniczka zajęła 6 miejsce w finale biegu na 100 metrów przez płotki. 

## Osiągnięcia
| Rok  | Impreza                                             | Miejsce        | Konkurencja                | Pozycja     | Wynik |
| ---- | --------------------------------------------------- | -------------- | -------------------------- | ----------- | ----- |
| 2010 | Eliminacje Europy do igrzysk olimpijskich młodzieży | Moskwa         | bieg na 100 m przez płotki | 4. miejsce  | 13,75 |
| 2010 | Igrzyska olimpijskie młodzieży                      | Singapur       | bieg na 100 m przez płotki | –           | DNF   |
| 2011 | Mistrzostwa Europy juniorów                         | Tallinn        | bieg na 100 m przez płotki | półfinał    | 14,03 |
| 2012 | Mistrzostwa Świata juniorów                         | Barcelona      | bieg na 100 m przez płotki | półfinał    | 13,66 |
| 2013 | Superliga drużynowych mistrzostw Europy             | Gateshead      | bieg na 100 m przez płotki | 11. miejsce | 14,04 |
| 2013 | Młodzieżowe mistrzostwa Europy                      | Tampere        | bieg na 100 m przez płotki | 2. miejsce  | 13,30 |
| 2013 | Igrzyska frankofońskie                              | Nicea          | bieg na 100 m przez płotki | 8. miejsce  | 14,08 |
| 2014 | Superliga drużynowych mistrzostw Europy             | Brunszwik      | bieg na 100 m przez płotki | 7. miejsce  | 13,13 |
| 2014 | Mistrzostwa Europy                                  | Zurych         | bieg na 100 m przez płotki | półfinał    | 13,20 |
| 2015 | Halowe mistrzostwa Europy                           | Praga          | bieg na 60 m przez płotki  | półfinał    | 8,05  |
| 2015 | Superliga drużynowych mistrzostw Europy             | Czeboksary     | bieg na 100 m przez płotki | 4. miejsce  | 13,03 |
| 2015 | Młodzieżowe mistrzostwa Europy                      | Tallinn        | bieg na 100 m przez płotki | 2. miejsce  | 12,92 |
| 2015 | Mistrzostwa świata                                  | Pekin          | bieg na 100 m przez płotki | półfinał    | 12,97 |
| 2016 | Mistrzostwa Europy                                  | Amsterdam      | bieg na 100 m przez płotki | półfinał    | 13,09 |
| 2016 | Igrzyska olimpijskie                                | Rio de Janeiro | bieg na 100 m przez płotki | eliminacje  | 13,04 |
| 2017 | Halowe mistrzostwa Europy                           | Belgrad        | bieg na 60 m przez płotki  | eliminacje  | 8,28  |
| 2017 | Superliga drużynowych mistrzostw Europy             | Lille          | bieg na 60 m przez płotki  | –           | DQ    |
| 2017 | Uniwersjada                                         | Tajpej         | bieg na 100 m przez płotki | 4. miejsce  | 13,31 |
| 2018 | Halowe mistrzostwa świata                           | Birmingham     | bieg na 60 m przez płotki  | półfinał    | 8,21  |
| 2018 | Mistrzostwa Europy                                  | Berlin         | bieg na 100 m przez płotki | 6. miejsce  | 13,11 |
| 2019 | Halowe mistrzostwa Europy                           | Glasgow        | bieg na 60 m przez płotki  | eliminacje  | 8,37  |
| 2019 | Superliga drużynowych mistrzostw Europy             | Bydgoszcz      | bieg na 100 m przez płotki | 3. miejsce  | 12,88 |
| 2019 | Mecz Europa – USA                                   | Mińsk          | bieg na 100 m przez płotki | 2. miejsce  | 12,86 |
| 2019 | Mistrzostwa świata                                  | Doha           | bieg na 100 m przez płotki | półfinał    | 12,86 |
| 2021 | Halowe mistrzostwa Europy                           | Toruń          | bieg na 60 m przez płotki  | półfinał    | 8,12  |

Rekordy życiowe: 
- bieg na 100 metrów przez płotki: 12,75 (16 czerwca 2019, Chorzów) – 6. wynik w historii polskiej lekkoatletyki (12,67 z wiatrem: 22 czerwca 2019, Kuortane);
- bieg na 60 metrów przez płotki (hala) – 7,96 (20 lutego 2021, Toruń) – 8. wynik w polskich tabelach historycznych.

## Progresja wyników w biegu na 100 m ppł
| Rok      | 2011  | 2012  | 2013  | 2014  | 2015  | 2016  | 2017  | 2018  | 2019  | 2020  | 2022  | 2023  |
| Czas (s) | 13,64 | 13,43 | 13,21 | 12,94 | 12,91 | 13,03 | 13,07 | 12,93 | 12,75 | 12,98 | 13,44 | 13,35 |

## Życie prywatne
W 2022 urodziła syna.